# Гомер Симпсон
Гоме́р Джей Си́мпсон (англ. Homer Jay Simpson) — один из главных героев мультсериала «Симпсоны» и отец в одноимённой семье. Озвучен Дэном Кастелланетой, впервые появился на телеэкране вместе с остальными членами его семьи в короткометражном мультфильме «Спокойной ночи!», показанном на «Шоу Трейси Ульман» 19 апреля 1987 года. Гомер был создан и разработан мультипликатором Мэттом Грейнингом, пока тот ждал в фойе офиса Джеймса Брукса. Грейнинг был вызван к Бруксу для передачи ряда короткометражных фильмов на основе его комикса «Жизнь в аду» (англ. Life in Hell), однако вместо этого они решили создать новый набор персонажей. Мэтт назвал Гомера в честь своего отца, Гомера Грейнинга (англ. Homer Groening). После появления трёх сезонов короткометражных фильмов о Симпсонах на Шоу Трейси Ульман семья получила свой телесериал на канале FOX, который впервые был показан 17 декабря 1989 года.
Гомер и его жена Мардж имеют трёх детей: Барта, Лизу и Мэгги. Как кормилец семьи Гомер работает на Спрингфилдской атомной электростанции. Гомер воплощает в себе несколько американских стереотипов рабочего класса: он является неопрятным, некомпетентным, неуклюжим, ленивым, сильно пьющим и невежественным, страдает избыточным весом, однако по сути он также порядочный человек, сильно преданный своей семье. Несмотря на пригородную рутинную жизнь синих воротничков в сериале, он имеет ряд замечательных переживаний. Обычно носит белое поло, синие джинсы и серые ботинки. Ездит на розовом седане. Крёстный отец Гомера-младшего.
В короткометражных фильмах о Симпсонах и наиболее ранних эпизодах Кастелланета озвучил Гомера со «свободным впечатлением» от Уолтера Маттау, однако во время второго и третьего сезонов шоу голос Гомера превратился в более твёрдый, и персонаж начал выражать более полный диапазон эмоций. Гомер появился в других средствах массовой информации, связанных с The Simpsons — в том числе в видеоиграх, фильме «Симпсоны в кино», на The Simpsons Ride, в рекламах и комиксах, — и вдохновил всю линейку товаров, посвящённых Симпсонам. Его высказывание «Д’оу!» (англ. D'oh) включено в Новый оксфордский словарь английского языка с 1998 года и в Оксфордский словарь английского языка с 2001 года.
Гомер является одним из самых влиятельных вымышленных персонажей на телевидении, будучи описанным в британской газете The Sunday Times как «величайший комический персонаж [современного] времени». Он был назван величайшим вымышленным персонажем «за последние 20 лет» в 2011 году газетой Entertainment Weekly, занял второе место в списке величайших мультипликационных персонажей от TV Guide, после Багза Банни, и был признан величайшим персонажем телеэкрана всех времён зрителями канала Channel 4. Согласно опросу Британской Вещательной Корпорации (Би-Би-Си) занял 1 место среди людей, оказавших наибольшее влияние на американскую историю (после него Авраам Линкольн, Мартин Лютер Кинг и Томас Джефферсон, Мистер Ти). За озвучивание Гомера Дэн Кастелланета выиграл четыре прайм-тайм премии «Эмми» за выдающуюся закадровую озвучку и одну премию «Энни». В 2000 году Гомер и его семья получили звезду на голливудской «Аллее славы».

## Роль в «Симпсонах»

Подпись Гомера Симпсона

В сериале Гомер Симпсон является неуклюжим мужем Мардж и отцом Барта, Лизы и Мэгги. Он является сыном Моны и Абрахама Симпсонов. Гомер работал на 188 различных должностях в первых 400 эпизодах сериала. В большинстве эпизодов он работает в качестве инспектора ядерной безопасности на Спрингфилдской АЭС, эту должность он занимает с эпизода «Homer’s Odyssey», третьего по счёту в мультсериале. На электростанции Гомер часто игнорируется, его начальник мистер Бёрнс совершенно не помнит его, а сам Гомер на работе постоянно засыпает и пренебрегает своими обязанностями. Мэтт Грейнинг заявил, что он решил дать Гомеру работу на электростанции из-за того, что Гомер может создать там хаос. Каждая из других работ Гомера длится лишь в течение одного эпизода. В начальных эпизодах авторы делают объяснение по поводу того, как Гомер был уволен с АЭС и нанят на новую должность. В более поздних сериях он часто поступал на новую работу импульсивно, без упоминания о его постоянной должности.

Гомер в восемь лет

Сериал «Симпсоны» использует «плавающую шкалу», в которой персонажи не имеют физического возраста, а шоу, как правило, проходит в текущем году. Тем не менее в ряде эпизодов события в жизни Гомера были связаны с определёнными периодами времени. Эпизод «Mother Simpson» (седьмой сезон, 1995 год) изображает мать Гомера, Мону, как радикалку, скрывавшуюся в середине 60-х годов от закона, эпизод «The Way We Was» (второй сезон, 1991 год) показывает, как Гомер влюбляется в Мардж Бувье во время учёбы в Спрингфилдской средней школе в 70-х годах, а эпизод «I Married Marge» (третий сезон, 1991) предполагает о том, как Мардж забеременела Бартом в 1980 году. Тем не менее эпизод «That ’90s Show» (девятнадцатый сезон, 2008 год) противоречит большей части этой предыстории, изображая Гомера и Мардж в начале 1990-х годов как бездетную пару.
Возраст Гомера меняется по мере развития сюжетной линии: в ранних эпизодах ему 36, в восьмом сезоне — 38-39 лет, в тринадцатом сезоне пятой серии ему 42 года (события из детства Гомера 12-летнего возраста и по признанию Монтгомери Бернса прошло 30 лет), а в восемнадцатом сезоне ему 40 лет, хотя даже в тех сезонах его возраст не является постоянным. Во время производства эпизодов Биллом Оукли и Джошем Вайнштейном они обнаружили, что они сами уже в возрасте и поэтому сделали Гомера старше, увеличив его возраст до 38 лет.

## Персонаж

### Создание

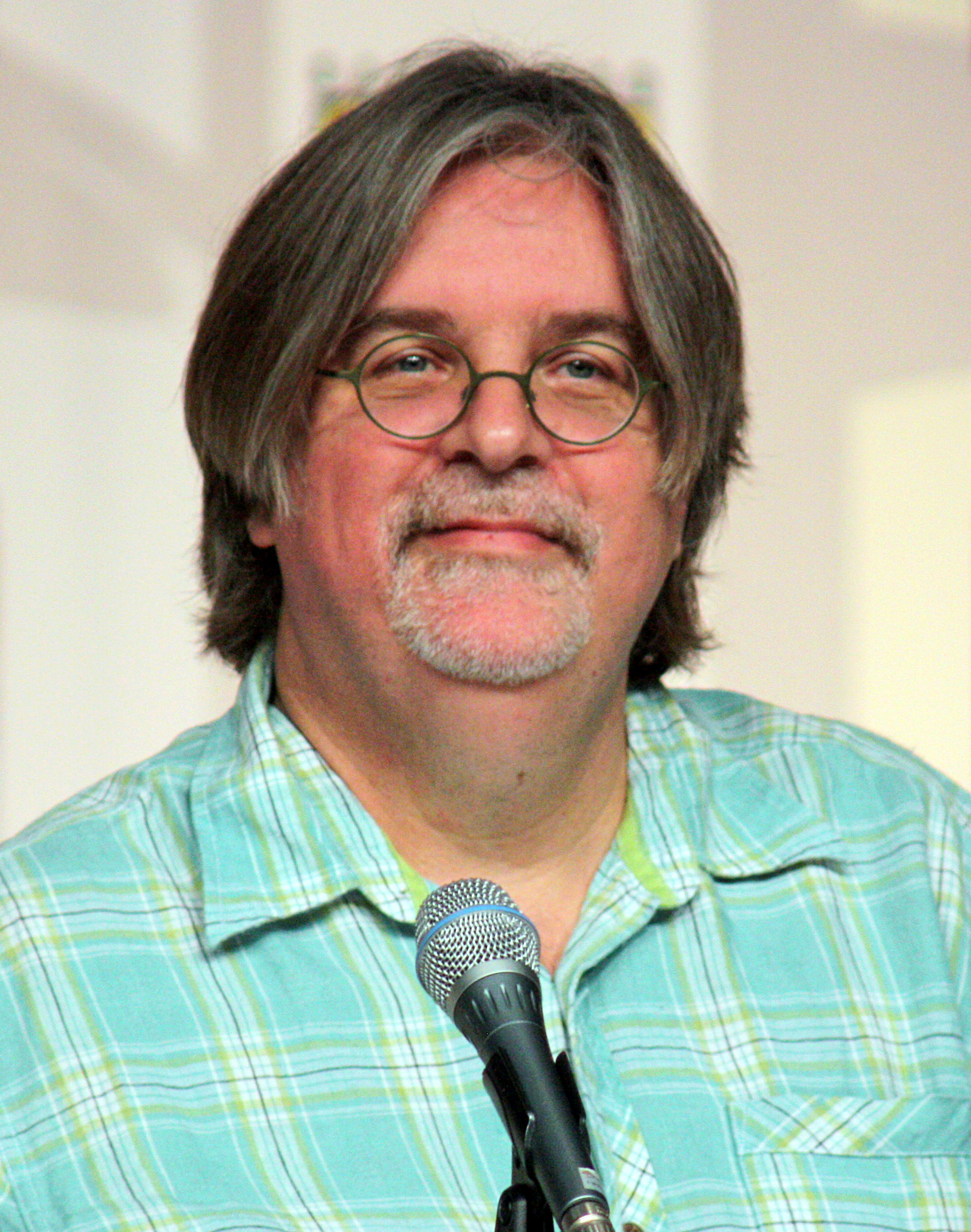
Мэтт Грейнинг создал Гомера, ожидая встречи в офисе Джеймса Брукса

Мэтт Грейнинг придумал Гомера и остальных членов семьи Симпсон во время ожидания в офисе продюсера Джеймса Л. Брукса. Грейнинга вызвали для того, чтобы он придумал короткометражные фильмы для Шоу Трейси Ульман, и он намеревался представить адаптацию своих комиксов «Жизнь в аду». Когда Грейнинг понял, что ему придётся отказаться от прав на публикацию анимированного Live in Hell, он решил пойти в другом направлении и быстро набросал свою версию неблагополучной семьи, назвав персонажей именами членов своей семьи. Гомер получил имя отца Грейнинга.
Очень мало что связывало мультипликационного Гомера с отцом Грейнинга и чтобы доказать это, Мэтт впоследствии назвал Гомером и своего сына. По словам Грейнинга, «Гомер был назван так только лишь для того, чтобы развеселить моего настоящего отца, однако он только раздражается. Мой отец был спортивным, находчивым, умным, режиссёром и писателем, и единственное, что он имел общего с Гомером, — любовь к пончикам». Хотя Грейнинг заявил в нескольких интервью, что тёзкой Гомера является его отец, в некоторых интервью Мэтт также утверждал, что новелла Натанаэла Уэста «День саранчи», опубликованная в 1939 году, была вдохновением для имени персонажа.
Второе имя Гомера «J», которое означает «Джей», отдаёт «дань» таким персонажам, как Лось Бульвинкль и Бельчонок Роки из мультфильма «Шоу Рокки и Буллвинкля», которые в своё время получили своё второе имя от одного из создателей мультфильма, Джея Уорда.
Гомер дебютировал на телеэкране 19 апреля 1987 года, вместе с остальными членами семьи Симпсонов, на Шоу Трейси Ульман в короткометражном фильме «Спокойной ночи!». В 1989 году эти короткие вставки были адаптированы в «Симпсоны», получасовые серии для телеканала «FOX». Гомер и его семья стали главными героями этого нового шоу.

### Дизайн

С течением времени дизайн Гомера изменялся.
Слева направо: «Спокойной ночи!» (1987), «Bathtime» (1989) и «Барт — гений» (1990)

Вся семья Симпсон была разработана таким образом, чтобы быть узнаваемой по силуэту. В первых эпизодах семья была изображена грубо, так как Грейнинг представил лишь простые наброски персонажей, полагая, что аниматоры их почистят, но вместо этого они лишь скопировали его рисунки. Физические характеристики Гомера, как правило, не используются в других персонажах, например, в поздних сезонах сериала никто из персонажей за исключением Гомера, Ленни и клоуна Красти не имеет одинаковой бороды. Когда Грейнинг рисовал Гомера в первый раз, он поставил свои инициалы на волосы и ухо: волосы напоминали букву «M», а правое ухо напоминало «G». Грейнинг решил, что эта деталь излишне отвлекает и переработал ухо так, что оно стало выглядеть нормально. Тем не менее он по-прежнему рисует на ухе «G», когда он делает рисунки Гомера для фанатов. Основная форма головы Гомера описывается режиссёром Марком Кирклендом как «трубчатый стакан кофе с салатницей вверху». Голова Барта по словам Киркленда также имеет форму кофе, а головы Мардж, Лизы и Мэгги — форму сферы. В короткометражных фильмах мультипликаторы экспериментировали с тем, как будет при разговоре двигаться рот Гомера. С одной стороны, рот мог растянуться за пределы его щетины, но эта практика была исключена из сериала. В некоторых ранних эпизодах волосы Гомера были округлёнными, а не острыми, потому что режиссёр по анимации Уэс Арчер думал, что острыми они выглядят растрёпанными. Волосы Гомера были переделаны, чтобы быть постоянно узнаваемыми. В течение первых трёх сезонов на лице Гомера присутствовали брови. Мэтту Грейнингу это сильно не понравилось и в конечном итоге они были убраны.
В эпизоде седьмого сезона «Treehouse of Horror VI» во время части «Homer³» Гомер стал трёхмерным с помощью компьютерной анимации. Создатели компьютерной анимации из Pacific Data Images работали для того, чтобы не «изобретать характер». В последнюю минуту части «Homer³» трёхмерный Гомер попадает в реальный мир, появляясь в Лос-Анджелесе. Сцена была срежиссирована Дэвидом Миркин; в ней впервые Симпсоны появились в реальном мире. Так как действие эпизода «Lisa’s Wedding» (шестой сезон, 1995) происходит в 2010 году, вид Гомера был изменён, чтобы сделать его в эпизоде более старым. В этом эпизоде он становится более упитанным, исчезает один из волосков на его голове, а также под глазами появляются «мешки». Аналогичный дизайн затем используется и в последующих флешфорвардах.

### Голос

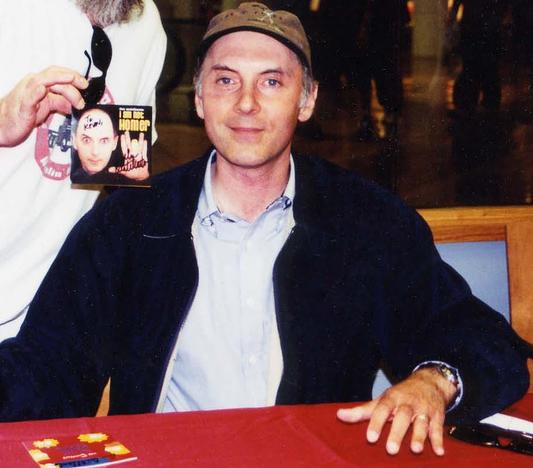
"Я пытался создать такой голос, который мне будет более комфортным и который в то же время будет достаточно твёрдым, поэтому мне пришлось отказаться от прежнего голоса. […] Люди говорят мне: «Парень, я рад, что ты заменил того парня, который был там, в первом сезоне». «Это был я!»— Дэн Кастелланета

На протяжении всего мультсериала Гомер озвучивается Дэном Кастелланетой, который также озвучивает и многих других персонажей «Симпсонов», в том числе дедушку Симпсона, клоуна Красти, Барни Гамбла, садовника Вилли, мэра Куимби и Ганса Молмана. Кастелланета был частью регулярных актёров Шоу Трейси Ульман и ранее озвучивал некоторые голоса за кадром в Чикаго, вместе со своей женой Дэб Лэкастой. Голоса были необходимы для короткометражных фильмов Симпсонов, поэтому продюсеры решили вместо того, чтобы нанимать больше актёров, попросить Кастелланету и Джулию Кавнер озвучить Гомера и Мардж. В короткометражных фильмах и нескольких первых сезонов «Симпсонов» голос Гомера отличается от большинства серий. Первоначально Гомер был озвучен под «свободным впечатлением» от Уолтера Маттау, но Кастелланета не смог «получить достаточно энергии для голоса» и не мог выдержать «свободное впечатление» во время девяти-десятичасовых сеансов записи и поэтому ему нужно было найти что-то полегче. Во втором и третьем сезонах сериала голос Кастелланета «упал» и стал более универсальным и юмористическим, что позволило Гомеру выражать более широкий диапазон эмоций.
Нормальный голос Дэна Кастелланеты не имеет никакого сходства с голосом Гомера. Для озвучивания Гомера Кастелланета опускает подбородок к груди и «отпускает свой IQ погулять». Из-за нахождения в этом состоянии было создано несколько наименее умных фраз Гомера, например, «I am so smart, s-m-r-t» из эпизода «Homer Goes to College» (пятый сезон, 1993 год), которая была настоящей ошибкой, допущенной Кастелланетой во время записи. Кастелланета любит оставаться в персонаже во время записи эпизодов и он пытается представить себе сцену так, чтобы дать к ней правильный голос. Несмотря на славу Гомера, Кастелланета утверждает, что его редко узнают на публике, «за исключением, наверное, преданных фанатов сериала».
Эпизод «Homer's Barbershop Quartet» (пятый сезон, 1993 год) является единственным, где голос Гомера был представлен кем-то помимо Кастелланеты. Этот эпизод показывает, как Гомер формирует парикмахерский квартет под названием The Be Sharps, и, в некоторых сценах, его пение обеспечивается членом парикмахерского квартета The Dapper Dans. The Dapper Dans пели за всех четырёх музыкантов группы Гомера. Их пение смешивалось с нормальным голосом актёра, часто актёр пел мелодию, а The Dapper Dans обеспечивали бэк-вокал.
До 1998 года Кастелланета получал по 30 000 долларов США за эпизод. Во время споров по поводу заработной платы, проходивших в 1998 году, компания Fox пригрозила заменить шесть основных актёров новыми, дойдя до подготовки кастинга новых актёров. Впрочем, спор вскоре был решён, и Дэн получал 125 000 долларов за эпизод до 2004 года, когда актёры начали требовать по 360 000 долларов за эпизод. Вопрос был решён через месяц и Кастелланета начал получать по 250 000 долларов за эпизод. После того как в 2008 году были проведены повторные переговоры по поводу зарплаты, актёры начали получать по 400 000 долларов США за эпизод.

### Развитие персонажа Гомера Симпсона
Исполнительный продюсер Эл Джин отмечает, что в комнате написания сценариев для Симпсонов «все любят писать для Гомера», а многие его приключения основаны на опыте авторов. В начальных сезонах в центре внимания был Барт но, начиная с четвёртого сезона, Гомер начал получать больше внимания. По словам Мэтта Грейнинга, это случилось потому, что «С Гомером можно сделать более широкий круг шуток. И глупость Гомера вызывает гораздо более серьёзные последствия. Там [с Бартом] можно обыграть лишь несовершеннолетних нарушителей. Мы хотели „выжать“ из Барта всё, вплоть до того, что его будут судить в качестве взрослого. Но Гомер уже является взрослым и его глупости являются более смешными. […] Гомер начинает какую-то глупость сам, реализуя каждую импульсивную мысль, приходящую в его голову».
Поведение Гомера изменялось несколько раз по ходу развития сериала. Первоначально он был «очень зол» по отношению к Барту, но эти характеристики были несколько смягчены, чтобы в дальнейшем развить его персону. В первых сезонах сериала Гомер был обеспокоен тем, что его семья подшучивает над ним и тем самым заставляет выглядеть его плохо. Однако в более поздних эпизодах он стал меньше беспокоиться о том, как он воспринимается другими людьми. В первые несколько лет Гомер часто изображается милым и искренним, однако во время пребывания Майка Скалли в качестве исполнительного продюсера (с девятого, 1997, по двенадцатый, 2001), он стал более «хамским, самолюбивым ослом». Крис Сюллентроп из Slate пишет: «Во время руководства Скалли, Симпсоны стали, ну, мультфильмом. […] Эпизоды, что раньше заканчивались с Гомером и Мардж, уезжающими на велосипедах в закат, […] теперь заканчиваются Гомером, который пускает дротик с транквилизатором в шею Мардж». Фанаты назвали эту инкарнацию персонажа «Jerkass Homer». На записи сериала Дэн Кастелланета отклонил материал, в котором Гомер был слишком злым. Он считает, что «Гомер является хамом, неумеющим думать, однако Гомер никогда не будет злым нарочно». При редактировании сценария The Simpsons Movie несколько сцен были изменены или так или иначе смягчены ради того, чтобы Гомер был лучше.
Авторы на протяжении многих лет снижали интеллект Гомера, однако по их словам это не было сделано умышленно, а было необходимо к большинству предыдущих шуток. Например, в эпизоде When You Dish Upon a Star (десятый сезон, 1998 год) авторы включили сцену, где Гомер признаёт, что он не умеет читать. Сценаристы обсуждали этот поворот сюжета, потому что она противоречила предыдущей сцене, в которой Гомер умеет читать, однако в конце концов они решили оставить эту сцену, так как нашли её смешной. Также сценаристы часто обсуждали, как далеко они могут зайти в изображении глупости Гомера, на что один из них предложил правило, гласящее, что Гомер никогда не сможет забыть своё имя.

### Личность
Комичность личности Гомера заключается в его частых приступах глупости и лени, а также его взрывного гнева. Гомер имеет низкий уровень интеллекта и описывается режиссёром Дэвидом Силверманом как «творчески блестящий в своей глупости». Гомер также показывает большую апатию по отношению к работе, имеет избыточный вес и «предаётся своему желудку». Его короткая продолжительность концентрации внимания свидетельствует о его импульсивных решениях участвовать в различных хобби и предприятиях и «изменять … своё мнение, когда дела идут плохо». Гомер часто проводит вечера за пивом Дафф в Таверне Мо и, как показано в эпизоде «Duffless», является «пограничным» алкоголиком. Он очень завидует своим соседям, Неду Фландерсу и его семье, а также легко гневается на выходки Барта. Гомер часто импульсивно душит Барта в мультяшной манере. Первая сцена, в которой Гомер душил Барта, была показана в короткометражном фильме «Family Portrait». По словам Мэтта Грейнинга, существует правило о том, что Гомер может начать душить Барта только импульсивно, без предварительной подготовки, так как «Это кажется садистским. Если мы сохраним этот момент, где он управляет своими импульсами, то он сможет легко менять импульсы. Таким образом, даже если он захочет импульсивно задушить Барта, он также сможет довольно легко отказываться от этого». Возможно, ворует, согласно 14 сезону 18 серии.

Первый скетч, где Гомер душит Барта, был нарисован в 1988 году

У Гомера сложные отношения со всеми тремя его детьми. Он часто ругает Барта, но, несмотря на это, эти двое часто разделяют вместе приключения, иногда являются союзниками; в некоторых эпизодах, особенно в последних сезонах, показано, что пара имеет странное уважение к хитростям друг друга. Гомер и Лиза являются противоположностями и он обычно упускает из виду таланты Лизы, но когда он осознаёт своё пренебрежение по отношению к ней, он делает всё возможное, чтобы помочь ей. В то время как Гомер своими бездумными выходками часто расстраивает свою семью, он также показывает себя как заботливого отца и мужа: в эпизоде «Lisa the Beauty Queen» (четвёртый сезон, 1992 год) он продаёт свою заветную поездку на дирижабле Duff и на вырученные деньги ведёт Лизу в конкурсе красоты, чтобы она могла чувствовать себя лучше; в «Rosebud» (пятый сезон, 1993 год) он отдаёт свой шанс на богатство, чтобы Мэгги сохранила своего плюшевого мишку; в «Radio Bart» (третий сезон, 1992 год) он возглавил попытку прокопать путь к Барту после того, как тот упал в колодец; и в «A Milhouse Divided» (восьмой сезон, 1996) он устраивает сюрприз Мардж в виде второй свадьбы, чтобы компенсировать неудовлетворительную первую свадьбу. Тем не менее у Гомера плохие отношения с отцом, Абрахамом Симпсоном, которого он поместил в дом престарелых сразу же, как только смог. Семья Симпсонов часто делает всё возможное, чтобы избежать ненужных контактов с дедом, но время от времени Гомер показывает чувства любви к отцу. Очень любит поп-музыку, согласно 17 серии 10 сезона. Хоть он иногда не удовлетворяет Мардж, но как показано в 9 серии 14 сезона, он её очень сильно любит.
Гомер является «[счастливым] рабом своих желаний» и с удовольствием продаст свою душу дьяволу в обмен на один пончик. Он обладает слабым интеллектом, но имеет большое количество знаний по очень конкретным вопросам, таким, как судьи Верховного суда США. Кратковременные периоды умности у Гомера сменяются последовательными и гораздо более продолжительными периодами невежества, забывчивости и глупости. У Гомера низкий IQ — 55, связанный с несколькими причинами: наследственным «геном Симпсона» (который в конечном итоге приводит к невероятной глупости каждого мужчины семьи Симпсонов), его проблемы с алкоголем, воздействия радиоактивных отходов, повторяющиеся черепно-мозговые травмы и застрявший в лобной доле мозга карандаш. В эпизоде «HOMR» (двенадцатый сезон, 2001 год) Гомеру проводят операцию по удалению из его мозга (вновь открывшегося) карандаша. В результате этого его IQ повышается до 105. Несмотря на то, что он очень хорошо общается с Лизой, вновь обретённые разум и понимание различных вещей делают его менее счастливым. В итоге он поручает Мо снова вставить ему карандаш, понижая его интеллект до прежнего уровня. Гомер часто находится в дебатах со своим собственным умом, речь которого выражается в виде голоса за кадром. Его мозг предоставляет ему сомнительные советы, иногда помогает ему принимать правильные решения, часто невероятно провальные. Мозг даже полностью разочаровывается в нём и, через звуковые эффекты, выступает против него; разговоры Гомера с его мозгом были использованы несколько раз в течение четвёртого сезона, но затем были убраны после того, как сценаристы «использовали все возможные перестановки». Эти перестановки часто вводились потому, что они заполняли временные промежутки и были лёгкими для работы аниматоров. А также он иногда соперничает с другими например с мусорщиками, где потом платить за все глупости придется всем без разбору, но зато чуть не привлекло к соперничеству к городу или врачами, где лечат позвоночники.

## Признание общественности
Согласно результатам опроса Zogby International в 2006 году, для чуть более 60 % американцев Гомер в первую очередь ассоциируется с персонажем «Симпсонов», и только для каждого пятого это — древнегреческий поэт.
В мае 2017 года Гомер Симпсон был введён в Зал славы Главной лиги бейсбола MLB. Такое решение было принято в связи с 25-летием с момента выхода в эфир эпизода «Гомер с битой». В музее организации открылась экспозиция, посвящённая ставшему легендарным эпизоду проекта.

### Похвала

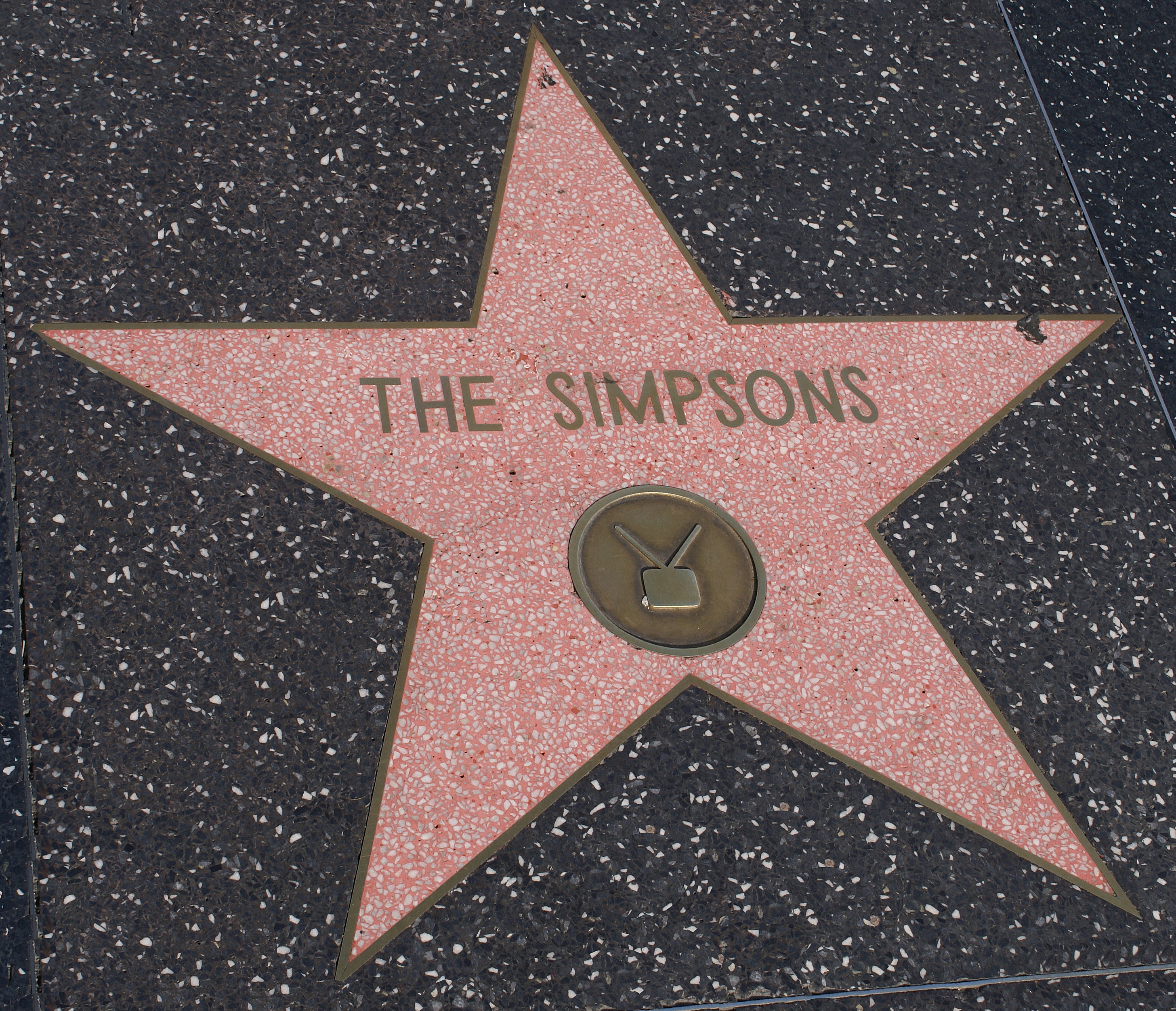
В 2000 году Гомер вместе с остальными членами семьи Симпсонов был удостоен звезды на Аллее славы в Голливуде

Влияние Гомера на комедию и культуру является значительным. В 2007 году Entertainment Weekly разместил Гомера на девятое место в списке «50 лучших икон телевидения», а в 2010 году назвал «величайшим персонажем последних 20 лет». Он занял второе место в списке 50 величайших персонажей мультфильмов TV Guide, уступив только Багзу Банни; пятое место в списке 100 величайших персонажей от канала Bravo, являясь при этом одним из всего четырёх мультипликационных персонажей в списке; и первое место в опросе телеканала Channel 4 в списке величайших персонажей телевидения за всё время. Гомер также был победителем в британских опросах, которые определяли, кто является «величайшим американцем» и какого вымышленного персонажа британцы хотели бы видеть президентом США. Их брак с Мардж был включён в список лучших телевизионных пар всех времён от TV Guide.

## Культурное влияние

### Д’оу!

Гомер говорит «Д’оу!»

Речевое клише Гомера, произносится тогда, когда он произносит глупость, причиняет себе вред или попадает впросак. Во время записи голоса для короткометражного фильма в «Шоу Трейси Ульман» Гомер должен был произнести то, что в сценарии описано как «раздражённое ворчание». Дэн Кастелланета произнёс это тянущимся «д’ооооооу», будучи вдохновлённым шотландским актёром Джеймсом Финлейсоном, который появлялся в 33 фильмах Лорела и Харди. Финлейсон использовал это слово как замену для слова «Чёрт!» (англ. Damn!), а Мэтт Грейнинг почувствовал, что будет лучше, если «Д’оу!» будет произноситься быстрее для соответствия ритму анимации. После этого Кастелланета сократил слово до быстро произносимого «Д’оу!». Первое намеренное использование слова «Д’оу!» произошло в короткометражке «Шоу Трейси Ульман» «Шоу клоуна Красти» (англ. «The Krusty the Clown Show»; 1989 год), а первое использование в сериале произошло в самой первой его серии, «Simpsons Roasting on an Open Fire».
Слово «Д’оу» впервые было добавлено в Новый Оксфордский словарь английского в 1998 году. Оно характеризуется там как междометие, «используемое для комментирования действий, которые воспринимаются как глупые или тупые». В 2001 году слово было добавлено Оксфордский словарь английского языка без апострофа. Определение этого слова было дано как «выражение разочарования в связи с осознанием того, что всё оказалось плохо или не так, как планировалось, или того, что человек сказал или сделал что-то глупое». В 2006 году «Д’оу» было помещено на шестую строку рейтинга 100 величайших кэтч-фраз на телевидении, составленном TV Land. Слово также внесено в Оксфордский словарь цитат. Книга также включает другие цитаты Гомера, включая «Вы славно постарались и позорно провалились. Вывод — никогда не стараться!» из Burns Hair (пятый сезон, 1994 год) и «Прелесть детей в том, что ты можешь научить их ненавидеть то, что ненавидишь сам. А воспитывают они себя сами при помощи Интернета» из Eight Misbehavin’ (одиннадцатый сезон, 1999 год). Обе цитаты были внесены в 2007 году.

### Мерчендайзинг
Включение Гомера во многих публикациях о Симпсонах, игрушках и других товарах свидетельствует о его неугасающей популярности. Книга The Homer Book, написанная о личности и атрибутах Гомера, была выпущена в тираж в 2004 году. Она была описана как «развлекательная книжка для случайного чтения» и была названа одной из «самых интересных книг 2004 года» по версии The Chattanoogan. В число других товаров входят куклы, плакаты, фигурки, пупсы, кружки, будильники, пазлы, Chia Pet и одежда, такая как тапочки, футболки, бейсболки и шорты-боксёры. Гомер появлялся в рекламах Кока-Кола, 1-800-COLLECT, Burger King, Butterfinger, C.C. Lemon, Church's Chicken, Domino's Pizza, Intel, Kentucky Fried Chicken, Ramada Inn, Subway и T.G.I. Friday's. В 2004 году Гомер появился в рекламной кампании Mastercard «Бесценно» (англ. Priceless), которая была показана во время Супербоула XXXVIII. В 2001 году Kellogg запустила бренд злаковых под названием «Homer’s Cinnamon Donut Cereal», который был доступен в течение ограниченного времени. В июне 2009 года нидерландский производитель GPS-приёмников TomTom объявил, что голос Гомера доступен в числе других загружаемых голосов для GPS. Голос Гомера, записанный Дэном Кастелланетой, появлялся несколько раз в комментариях, таких как «На третьем повороте поверните направо. Мы могли бы найти грузовик мороженого! Ммм… мороженое» (англ. Take the third right. We might find an ice cream truck! Mmm... ice cream).
Гомер появлялся в других медиа, касающихся сериала. Он присутствует в каждой из игр про Симпсонов. Наряду с телесериалами Гомер регулярно появляется в выпусках Simpsons Comics, которые публиковались с 29 ноября 1993 года по 17 октября 2018 года. Гомер также играет важную роль в аттракционе The Simpsons Ride, запущенном в 2008 году в Universal Studios Florida и Universal Studios Hollywood.